# Hesitation Marks
Hesitation Marks é o oitavo álbum de estúdio da banda americana de rock Nine Inch Nails, que foi lançado oficialmente em 3 de setembro de 2013. Este foi o primeiro álbum da banda do músico Trent Reznor a ser lançado desde 2008 e o primeiro trabalho feito com a Columbia Records.

## Faixas
Todas as faixas escritas e compostas por Trent Reznor. 
| CD             |                             |         |  |
| N.º            | Título                      | Duração |  |
| 1.             | "The Eater of Dreams"       | 0:52    |  |
| 2.             | "Copy of A"                 | 5:23    |  |
| 3.             | "Came Back Haunted"         | 5:17    |  |
| 4.             | "Find My Way"               | 5:16    |  |
| 5.             | "All Time Low"              | 6:18    |  |
| 6.             | "Disappointed"              | 5:44    |  |
| 7.             | "Everything"                | 3:20    |  |
| 8.             | "Satellite"                 | 5:03    |  |
| 9.             | "Various Methods of Escape" | 5:01    |  |
| 10.            | "Running"                   | 4:08    |  |
| 11.            | "I Would for You"           | 4:33    |  |
| 12.            | "In Two"                    | 5:32    |  |
| 13.            | "While I'm Still Here"      | 4:03    |  |
| 14.            | "Black Noise"               | 1:29    |  |
| Duração total: | Duração total:              | 61:59   |  |

## Recepção

### Crítica
A resposta da crítica especializada foi bem positiva. No site da Metacritic, que dá uma nota de no máximo 100 baseado em diversas resenhas, o álbum saiu com nota 77, baseado em 33 reviews, que indica "recepção bem favorável".

### Comercial
Hesitation Marks estreou em terceiro lugar na principal parada de sucesso americana, a Billboard 200, após vender mais de 107 mil cópias em sua primeira semana de vendas, sendo o sexto álbum do Nine Inch Nails a entrar no top 10 dos mais vendidos na América do Norte. No Canadá, o CD estreou em primeiro lugar nas paradas. No Reino Unido, o álbum ficou na segunda posição na lista dos mais vendidos.

## Tabelas musicais
| Paradas (2013)                                | Melhor posição |
| --------------------------------------------- | -------------- |
| Alemanha (Media Control Charts)               | 5              |
| Austrália (ARIA Charts)                       | 3              |
| Áustria (Ö3 Austria Top 40)                   | 2              |
| Bélgica (Flanders Ultratop 50)                | 6              |
| Bélgica (Valônia Ultratop 40)                 | 14             |
| Canadá (Canadian Albums Chart)                | 1              |
| Coreia do Sul (Gaon Albums Chart)             | 58             |
| Dinamarca (Johan Schluter Advokatfirma)       | 9              |
| Escócia (Scottish Albums Chart)               | 2              |
| Espanha (Spanish Albums Chart)                | 20             |
| Finlândia (Suomen virallinen lista)           | 17             |
| França (SNEP)                                 | 22             |
| Itália (Irish Albums Chart)                   | 5              |
| Itália (FIMI)                                 | 16             |
| Japão (Oricon)                                | 14             |
| Nova Zelândia (Recorded Music NZ)             | 7              |
| Noruega (VG-lista)                            | 23             |
| Países Baixos (MegaCharts)                    | 9              |
| Polônia (Polish Albums Chart)                 | 17             |
| Portugal (AFP)                                | 13             |
| Chéquia (IFPI)                                | 4              |
| Suécia (Swedish Albums Chart)                 | 37             |
| Suíça (Schweizer Hitparade)                   | 5              |
| Reino Unido (UK Albums Chart)                 | 2              |
| Estados Unidos (Billboard 200)                | 3              |
| Estados Unidos (Billboard Alternative Albums) | 1              |
| Estados Unidos (Billboard Rock Albums)        | 1              |

## Créditos
- Trent Reznor - Letras, performance, produção

Equipe musical
- Pino Palladino
- Lindsey Buckingham
- Adrian Belew
- Eugene Goreshter
- Alessandro Cortini
- Ilan Rubin
- Joshua Eustis

Pessoal adicional
- Atticus Ross - produção
- Alan Moulder - produção, mixagem
- Tom Baker - mastering
- Russell Mills - arte
- Rob Sheridan - direção de arte

## Histórico de lançamento
| Região         | Data                  | Gravadora                     |
| -------------- | --------------------- | ----------------------------- |
| Austrália      | 30 de agosto de 2013  | Universal Music               |
| Países Baixos  | 30 de agosto de 2013  | Universal Music               |
| Alemanha       | 30 de agosto de 2013  | Polydor Records               |
| Irlanda        | 30 de agosto de 2013  | Polydor Records               |
| Reino Unido    | 2 de setembro de 2013 | Polydor Records               |
| França         | 2 de setembro de 2013 | Mercury Records               |
| Estados Unidos | 3 de setembro de 2013 | Columbia The Null Corporation |
| Itália         | 3 de setembro de 2013 | Universal Music               |
| Japão          | 4 de setembro de 2013 | Universal Music               |